# Artagnan
Artagnan é uma comuna francesa na região administrativa de Occitânia, no departamento dos Altos Pirenéus. Estende-se por uma área de 4,94 km², Em 2010 a comuna tinha 525 habitantes (densidade: 106,3 hab./km²)..